# J. F. Oberlin
J. F. Oberlin (Strasburgo, 31 agosto 1740 – Waldersbach, 1º giugno 1826) è stato un pastore protestante e filantropo francese.
Egli è conosciuto come John Frederic(k) Oberlin in inglese, Jean-Frédéric Oberlin in francese, Johann Friedrich Oberlin in tedesco e Federico Oberlin in italiano.
È considerato uno dei primi fondatori di un asilo infantile e, quindi, uno dei precursori della pedagogia moderna e contemporanea. In suo onore furono fondate la cittadina di Oberlin e l'Oberlin College.